# رولف بيلاند
رولف بيلاند مواليد 1 أبريل 1951، هو متسابق دراجات نارية سويسري معتزل فاز ببطولة سباق الجائزة الكبرى للدراجات النارية لفئة السايدكار 7 مرات. نافس في كأس جزيرة مان السياحية.

## البطولات
- سباق الجائزة الكبرى للدراجات النارية 1978 (فئة السايدكار)
- سباق الجائزة الكبرى للدراجات النارية 1979 (فئة السايدكار)
- سباق الجائزة الكبرى للدراجات النارية 1981 (فئة السايدكار)
- سباق الجائزة الكبرى للدراجات النارية 1983 (فئة السايدكار)
- سباق الجائزة الكبرى للدراجات النارية 1992 (فئة السايدكار)
- سباق الجائزة الكبرى للدراجات النارية 1993 (فئة السايدكار)
- سباق الجائزة الكبرى للدراجات النارية 1994 (فئة السايدكار)

## روابط خارجية
- رولف بيلاند على موقع DriverDB.com (الإنجليزية)